# Contopus sordidulus
Contopus sordidulus là một loài chim trong họ Tyrannidae.

## Hình ảnh

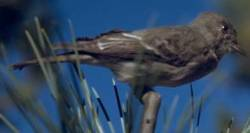
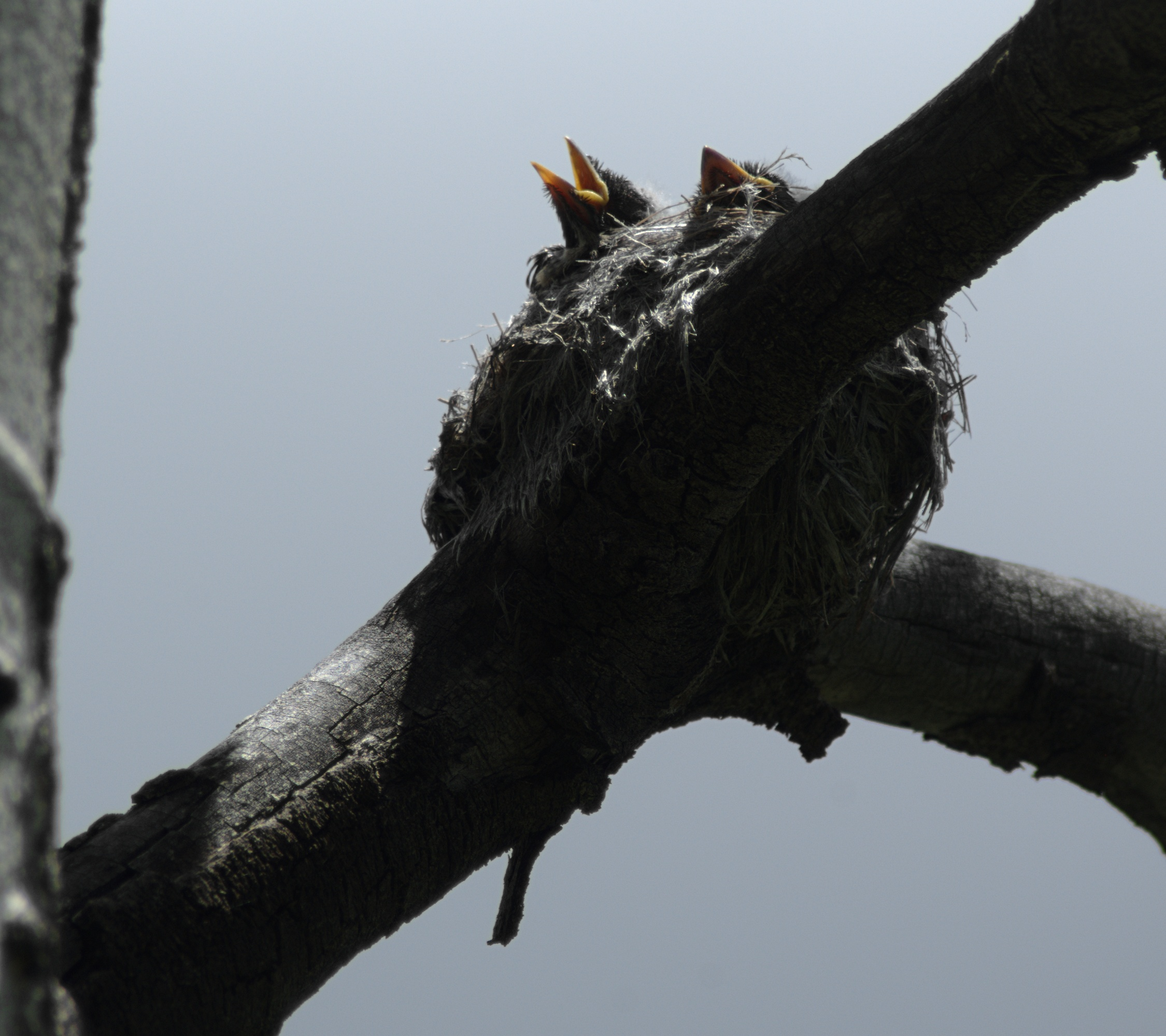